# Bösenbirkig
Bösenbirkig ist ein Gemeindeteil des Marktes Gößweinstein im Landkreis Forchheim (Oberfranken, Bayern).

## Geografie
Das in der Wiesentalb gelegene Dorf liegt etwas weniger als zwei Kilometer ostnordöstlich des Ortszentrums von Gößweinstein auf einer Höhe von 460 m ü. NHN.

## Geschichte
Bis zum Beginn des 19. Jahrhunderts unterstand Bösenbirkig der Landeshoheit des Hochstifts Bamberg und lag im Vogteibezirk des Amtes Gößweinstein, dem als Vogteiamt die Dorf- und Gemeindeherrschaft zustand. Als das Hochstift Bamberg infolge des Reichsdeputationshauptschlusses 1802/03 säkularisiert und unter Bruch der Reichsverfassung vom Kurfürstentum Pfalz-Baiern annektiert wurde, wurde Bösenbirkig ein Bestandteil der bei der „napoleonischen Flurbereinigung“ in Besitz genommenen neubayerischen Gebiete.
Durch die Verwaltungsreformen zu Beginn des 19. Jahrhunderts im Königreich Bayern wurde Bösenbirkig mit dem Zweiten Gemeindeedikt im Jahr 1818 ein Gemeindeteil der Ruralgemeinde Stadelhofen. Im Zuge der Gebietsreform in Bayern wurde Bösenbirkig mit der Gemeinde Stadelhofen zu Beginn des Jahres 1972 in den Markt Gößweinstein eingegliedert. Bösenbirkig hatte im Jahr 2019 30 Einwohner.

## Verkehr

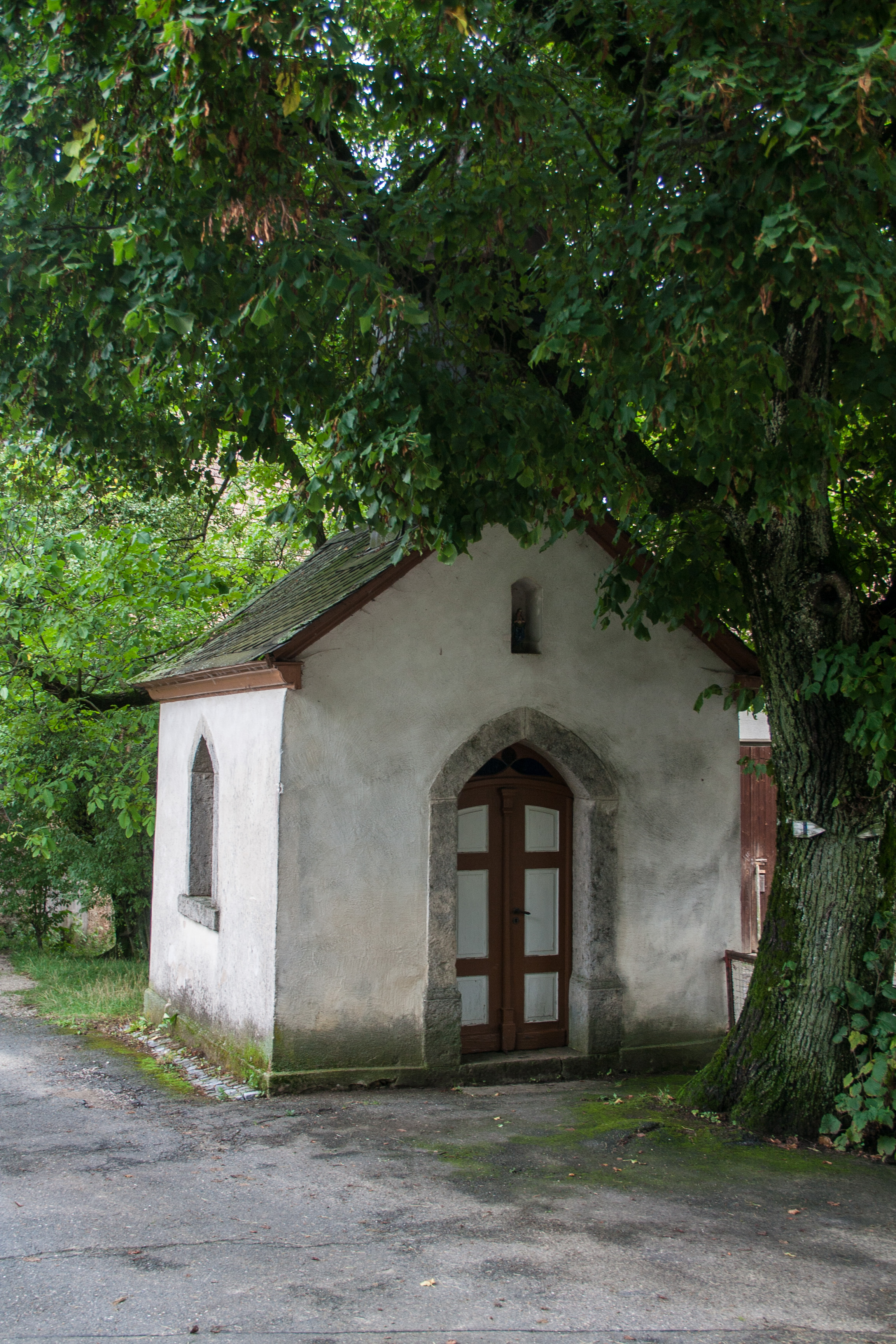
Aus der Zeit um 1900 stammende Kapelle

Zwei Gemeindeverbindungsstraßen verbinden Bösenbirkig mit der Staatsstraße St 2685, die südwestlich des Ortes vorbeiführt. Vom ÖPNV wird Bösenbirkig an einer Haltestelle der Buslinie 232 des VGN bedient. Der nächstgelegene Bahnhof befindet sich in Ebermannstadt, es ist der kommerzielle Endbahnhof der Wiesenttalbahn. Durch den Ort verläuft der Fränkische Marienweg.

## Baudenkmäler
In Bösenbirkig gibt es zwei denkmalgeschützte Bauwerke, eine Kapelle und ein Kruzifix.